# Brice Fleutiaux
Pour les articles homonymes, voir Fleutiaux.
Brice Fleutiaux est un journaliste et reporter-photographe indépendant français né le 23 novembre 1967 à Toulouse et mort le 25 avril 2001 à Paris 18e.

## Biographie
En septembre 1989, Brice Fleutiaux part au Cambodge pour couvrir le retrait unilatéral des troupes vietnamiennes du pays au cours du conflit cambodgien.
Entre 1990 et 1992, il est basé à Bangkok, d’où il collabore avec l'agence de presse Reuters.
Pendant quatre années, il s’installe en Roumanie et participe à la création d’un journal.
Il effectue de nombreux reportages photo sur les conflits armés du monde entier au Cambodge, en Inde, Bangladesh, Viêt Nam, Sri Lanka, Guinée Conakry et en ex-Yougoslavie, qui sont diffusés par les agences Cosmos, Vu et Sipa Press. 

### Otage en Tchétchénie
En 1999, Brice Fleutiaux souhaite témoigner des événements dans cette région reculée où les milices séparatistes tchétchènes sont en guerre contre l’armée russe. 
Le 28 septembre 1999 il décolle de Toulouse pour la Turquie sous le couvert d’une randonnée dans les montagnes géorgiennes. Il veut entrer clandestinement en territoire tchétchène. 
Il est enlevé le 1er octobre 1999 à Grozny en Tchétchénie, juste avant d’avoir atteint son but, par une bande tchétchène. 
Il est libéré le 12 juin 2000 après huit mois de détention dans les caves et sous les bombes, en échange d'un chef de guerre tchétchène et de garanties de sécurité pour d'autres combattants. Il est reçu longuement par le président Poutine au Kremlin et rentre en France le lendemain.  
Il raconte dans un livre, Otage en Tchétchénie, sa condition d'otage et le combat mené en France par sa famille et les journalistes de Reporters sans frontières pour obtenir sa libération.
À la suite de ces événements Brice Fleutiaux est « victime d’une dépression nerveuse, tourmenté par des problèmes personnels amplifiés par les épreuves qu’il a traversées », et finit par se donner la mort le 24 avril 2001 à Paris à 33 ans.

#### Postérité
Perpignan, qui accueille chaque année le festival international de photojournalisme Visa pour l’image, a donné son nom à une allée de la ville.

## Publication
- Otage en Tchétchénie, Robert Laffont, Paris, 2001,  (ISBN 2221093631)